# Кеолвулф
Кеолвулф Святой (англ. Ceolwulf; умер 15 января 765) — король Нортумбрии в 729—737 годах. Святой (день памяти — 15 января).

## Биография
Кеолвулф принадлежал к одной из ветвей династии Идингов. Его отцом был Кутвин из рода Огги, один из побочных сыновей короля Берниции Иды, братом — Коэнред, а дальним родственником — Осрик.
С исчезновением основной линии правящей династии Идингов, то есть со смертью Осрика, королевство Нортумбрия вступила в длительный период династических конфликтов и нестабильности, который закончился только с уничтожением королевства викингами. По словам Вильяма Мальмсберийского, незадолго до своей смерти Осрик принял решение в пользу Кеолвулфа, избрав того в качестве своего наследника. Некоторые историки высказывают предположение, что Кеолвулф провёл какое-то время в Ирландии. Его правление, похоже, встретили с одобрением многие клирики. Он был «самый славный король», которому Беда Достопочтенный посвятил свою «Церковную историю народа англов» (лат. Historia ecclesiastica gentis Anglorum). Кеолвулф происходил из англо-саксонского аристократического клана Нортумбрии Леодвалдингов, представители которого утверждали своё происхождение от короля Берниции Иды. Они сыграли заметную роль в политике Нортумбрии в VIII веке, обеспечив ей несколько королей и прелатов.
Осенью 731 года Кеолвулфа отстранили от власти и насильно постригли в монахи, но вскоре ему удалось вернуть себе трон. Епископ Хексема Акка даже был вынужден покинуть своё место. Подробности попытки государственного переворота до сих пор не ясны. В 737 году он снова, на этот раз добровольно, удалился в монастырь на острове Линдисфарн, где прожил остаток жизни и умер 15 января 765 года. В том же столетии он был объявлен святым, а в 830 году его останки вместе с мощами святого Кутберта были перенесены из Линдисфарна в Дарем. Наследником Кеолвулфа стал его двоюродный брат Эдберт.